# Castro de Achadizo
El castro de Achadizo es un recinto fortificado situado en el municipio de Boiro (provincia de La Coruña, Galicia, España), que se engloba entre los poblados costeros de la Edad del Hierro.

## Descripción
Posiblemente su situación obedeciese no sólo a criterios defensivos y de gestión de recursos, sino también a la producción e intercambio de materiales y objetos metálicos. Actualmente su apariencia original es apenas reconocible, ya que existe un barrio construido encima de gran parte del recinto histórico. Su código en el catálogo de la Junta de Galicia es GA15011027.
Las excavaciones realizadas han sacado a la luz los restos de varias viviendas y una muralla de piedra. Los vestigios se señalaron y se integraron en un área pública de esparcimiento. Entre los objetos encontrados hay molinos rotatorios, cuyo hallazgo en éste y otros yacimientos gallegos, fechados en época prerromana contradice la tesis de que los romanos lo introdujeron en la región.
Se accede al castro desde Boiro, por la carretera de Cabo da Cruz (Cabo de la Cruz). Recorridos 2 kilómetros se llega al núcleo urbano. Rodeando el dique y el puerto antiguo desde allí se encuentran las señalizaciones del lugar.